# Gura Ialomiței
Gura Ialomiței – wieś w Rumunii, w okręgu Jałomica, w gminie Gura Ialomiței. W 2011 roku liczyła 1245 mieszkańców.